# Libère Bararunyeretse
Libère Bararunyeretse est un homme politique tutsi burundais né le 9 février 1954 à Mugende dans la commune de Gitaramuka (Province de Karuzi). Bararunyeretse est membre de l'UPRONA.

## Biographie
Bararunyeretse suit des études d'histoire à l'université de Bujumbura puis à l'université libre de Bruxelles. Il obtient une licence et une agrégation (AESS) en 1977. Il revient ensuite à Bujumbura où il obtient un poste d'enseignant en histoire à l'université.
En 1980, Bararunyeretse quitte l'université pour devenir secrétaire national chargé des « questions socio-culturelles et de l'organisation disciplinaire » à l'UPRONA. En 1982, il est élu député de Bujumbura et devient secrétaire-général de l'Assemblée nationale. En mai 1987, il est nommé ambassadeur auprès de la Belgique et de la Communauté économique européenne par le président Jean-Baptiste Bagaza. Il est rappelé en octobre après le coup d'État de Pierre Buyoya de septembre. Le pays est en crise, divisé entre Hutus et Tutsis.
Bararunyeretse prend alors des fonctions de plus en plus importantes au sein de l'UPRONA. À la demande de Buyoya, il est nommé en 1988 président de la commission nationale qui doit rédiger la charte d'unité nationale. Il est ensuite ministre de l'Intérieur, de la sécurité publique et du développement des collectivités locales de 1990 à 1991, puis ministre des relations extérieures et de la coopération (1992-1993), et ministre à la réinsertion, à la réinstallation des déplacés et de rapatriement des réfugiés (1994-1995, sous une présidence hutu). Le pays s'enfonce toujours dans la guerre civile avec le retour de Buyoya lors d'un coup d'État en juillet 1996.
Entre 1998 et 2000, Bararunyeretse est le représentant de l'UPRONA — et chargé de mission auprès du président Buyoya — lors des négociations de paix à Arusha qui se termine par la signature des accords d'Arusha en août 2000. Il suit l'application des accords jusqu'en 2002 (les accords prévoient une période transitoire jusqu'en 2005).
En 2002, Bararunyeretse est élu président du Sénat de transition. En 2005, il est remplacé par Gervais Rufyikiri du CNDD-FDD.
Il est représentant de l'Organisation internationale de la francophonie auprès de l'ONU à Genève de février 2006 à 2011, avant d'occuper les mêmes fonctions auprès de l'Union africaine à Addis-Abeba.

### Source
- Biographie de Libère Bararunyeretse sur le site ninde.org